# Framnäs, Lidköping
Framnäs är en stadsdel i Lidköping. Framnäs ligger vid Vänerns strand, nordväst om centrala Lidköping. I Framnäs finns badplatser och en badanläggning med utomhusbassäng.
Fotbollsklubben Lidköpings FK har sin hemmaplan på IP Framnäs.